# Democratische Unie Suriname
De Democratische Unie Suriname (DUS) is een Surinaamse politieke partij.
De partij werd in 1995 opgericht. Rond 2010 was Japhet Dieko de voorzitter. DUS deed mee aan de verkiezingen van 2010 en werkte daarin samen met 1 Suriname, die Radjen Kisoensingh als lijsttrekker in Paramaribo leverde. Ruim een maand voor de verkiezingen maakte Kisoensingh zijn samenwerking met de Vooruitstrevende Hervormings Partij (VHP) bekend. DUS verwierf tijdens de verkiezingen onvoldoende stemmen voor een zetel.
Tijdens de verkiezingen van 2015 werkte DUS samen binnen de alliantie Mega Front, waaraan verder nog vijf partijen deelnamen. Het Mega Front behaalde 325 stemmen en bleef daarmee onder de vereiste 1% van de stemmen, terwijl de alliantie 5300 handtekeningen ingeleverd had om mee te kunnen doen met de verkiezingen. De alliantie verwierf daarom geen zetel in De Nationale Assemblée.
Hierna scheidde zich een deel van de aanhang af en ging verder als de DUS-beweging, onder leiding van Alfred Amoesi. Dit smaldeel ging in april 2019 de samenwerking aan met de Algemene Bevrijdings- en Ontwikkelingspartij (ABOP) van Ronnie Brunswijk. DUS zelf tekende in november 2019 een samenwerkingsovereenkomst met Broederschap en Eenheid in de Politiek (BEP), BP-2011 en Un Fu Saamaka O Stem 2020. Hiermee ging ze de samenwerking aan op de lijst van BEP tijdens de verkiezingen van 2020. DUS heeft in 2025 een eigen kandidatenlijst.